# Loại Ta Tây
Đảo Loại Ta Tây (tiếng Anh: Loaita Cay; tiếng Tagalog: Melchora Aquino/Panata; tiếng Trung: 南钥沙洲; bính âm: Nanyao Shazhou) là một cồn cát nhỏ thuộc cụm Loại Ta của quần đảo Trường Sa. Rạn san hô "nửa nổi nửa chìm" (cạn nước khi thủy triều thấp) nơi đảo này tọa lạc trải rộng khoảng 1,5 hải lý (2,8 km), có diện tích khoảng 1,5 km²  và nằm cách đảo chính Loại Ta 5 hải lý (9,3 km) về phía tây bắc.
Đảo Loại Ta Tây hiện được kiểm soát bởi Philippines với một tiền đồn được xây dựng trên cồn cát của thực thể này.
Đảo Loại Ta Tây là đối tượng tranh chấp giữa Việt Nam, Đài Loan, Philippines và Trung Quốc.

## Hình ảnh
| đá An Nhơn Bắc đá An Nhơn đá An Nhơn Nam đá Sa Huỳnh đảo Loại Ta đảo Loại Ta Tây bãi Loại Ta Nam đá An Lão bãi Đường đảo Bến Lạc đá Cá Nhám đá Tân Châu Vị trí của đảo Loại Ta Tây và các thực thể của Cụm Loại Ta (nguồn ảnh: NASA). |